# Eurimages
Eurimages é um fundo do Conselho da Europa que tem por objeto prestar assistência a coprodução, distribuição e exploração das obras cinematográficas europeias. Foi fundada em 1988, com base num acordo parcial, que actualmente reúne trinta e seis Estados-membros.
Seu propósito é promover a indústria cinematográfica europeia, ao estimular a produção e distribuição de filmes e incentivar a cooperação entre profissionais.

## Missão e objetivos
O objetivo primordial do Eurimages é a cultura. O fundo visa estimular a produção para apoiar obras que possam refletir uma companhia produtora europeia multifacetada, mas cujas raízes comuns que demonstram adesão à uma mesma cultura.
O fundo de apoio também possui um objetivo económico, através do apoio financeiro para uma indústria que não só procura o sucesso comercial, mas também quer demonstrar que o cinema é uma arte e deve ser considerado como tal.
É nesta dupla perspectiva que o Eurimages desenvolveu quatro programas de apoio:
- apoio à coprodução
- apoio à distribuição
- apoio aos cinemas
- assistência para digitalização dos projetos apoiados pelo Eurimages
- assistência para equipamento digital de cinemas

A maioria (cerca de 90%) dos recursos do fundo, fornecido das contribuições dos Estados-membros, dedica-se a apoiar a coprodução. No entanto, quaisquer recursos obtidos com outros organismos pode ajudar a desenvolver ações complementares a serem definidas pelo Comité Executivo.[carece de fontes?]
Após sua criação em 1989, o Eurimages apoiou a coprodução de cerca de mil e trezentos filmes e documentários, cujos alguns destes receberam prémios de prestígio (como o Óscar, Palma de Ouro, Leão de Ouro). As regras e condições para a concessão da ajuda são revisados anualmente para refletir a evolução da produção de filmes nos Estados-membros e para melhor atender as necessidades dos profissionais.[carece de fontes?]
O fundo também apoia a distribuição de filmes de longa-metragem, animação e documentários com uma quantidade comprometida para ajudar na distribuição e mais de oitocentos mil euros por ano.[carece de fontes?]
O Eurimages colabora em parceria com a Europa Cinemas, com cerca de quarenta cinemas em quatro países, com uma contribuição de aproximadamente um milhão de euros por ano.[carece de fontes?]

## Comité Executivo
Jacques Toubon foi presidente entre 2002 e 2009. O presidente atual é Jobst Plog.

## Estados-membros
| Países               | Data de adesão          |
| -------------------- | ----------------------- |
| Alemanha             | 26 de outubro de 1988   |
| Bélgica              | 26 de outubro de 1988   |
| Chipre               | 26 de outubro de 1988   |
| Dinamarca            | 26 de outubro de 1988   |
| Espanha              | 26 de outubro de 1988   |
| França               | 26 de outubro de 1988   |
| Grécia               | 26 de outubro de 1988   |
| Itália               | 26 de outubro de 1988   |
| Luxemburgo           | 26 de outubro de 1988   |
| Países Baixos        | 26 de outubro de 1988   |
| Suécia               | 26 de outubro de 1988   |
| Islândia             | 26 de janeiro de 1989   |
| Noruega              | 26 de janeiro de 1989   |
| Suíça                | 26 de janeiro de 1989   |
| Hungria              | 1 de janeiro de 1990    |
| Finlândia            | 5 de fevereiro de 1990  |
| Turquia              | 28 de fevereiro de 1990 |
| Áustria              | 5 de fevereiro de 1991  |
| Polónia              | 19 de setembro de 1991  |
| Irlanda              | 1 de setembro de 1992   |
| Bulgária             | 1 de janeiro de 1993    |
| Chéquia              | 1 de janeiro de 1994    |
| Eslováquia           | 15 de abril de 1996     |
| Roménia              | 29 de maio de 1998      |
| Portugal             | 26 de outubro de 1998   |
| Eslovênia            | 1 de janeiro de 2001    |
| Letônia              | 1 de janeiro de 2002    |
| Croácia              | 1 de janeiro de 2003    |
| Macedônia do Norte   | 1 de maio de 2003       |
| Estónia              | 1 de janeiro de 2004    |
| Bósnia e Herzegovina | 1 de janeiro de 2005    |
| Sérvia               | 1 de janeiro de 2005    |
| Lituânia             | 29 de maio de 2007      |
| Albânia              | 1 de setembro de 2009   |
| Geórgia              | 18 de outubro de 2011   |